# Zhivko Vangelov
Zhivko Vangelov est un lutteur bulgare spécialiste de la lutte gréco-romaine né le 7 juillet 1960.

## Biographie
Lors des Jeux olympiques d'été de 1988, il remporte la médaille d'argent en combattant dans la catégorie des -62 kg.